# کشمکش (روایت)

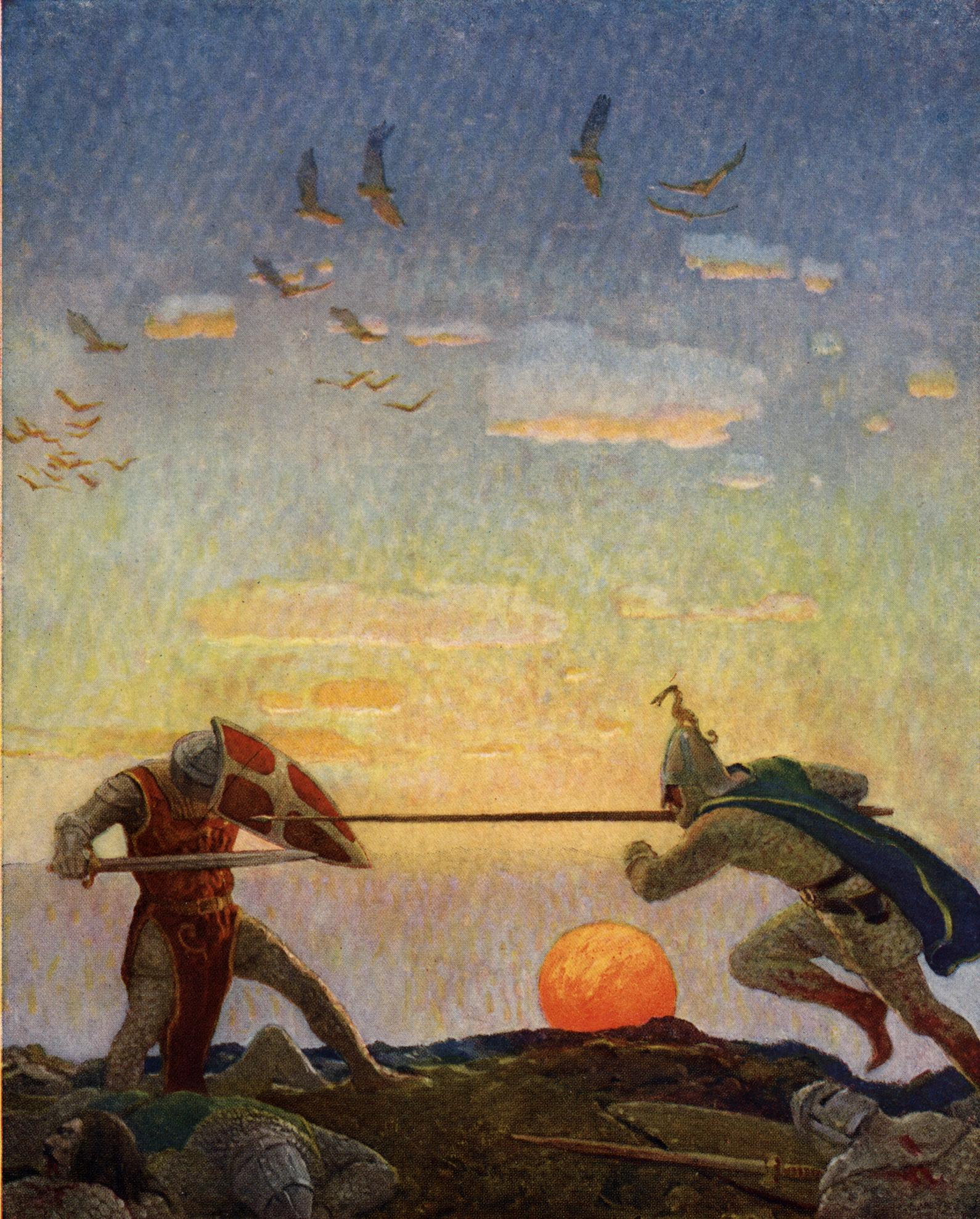
کشمکش بین پسران شاه آرتور

کشمکش یا جدال در اصطلاح ادبیات داستانی و ادبیات نمایشی، تقابل میان شخصیت‌ها یا نیروهای مختلف داستان است که بنیاد حوادث را پی می‌ریزد. کشمکش ممکن است میان یک شخصیت با یک یا چند شخصیت دیگر یا با جامعه، یا یک شخصیت یا یک نیرو، یا دو نیرو باهم، یا یک شخصیت با خودش باشد. رایج‌ترین نوع، کشمکش دو شخصیت با یکدیگر است. کشمکش غالباً به چهار صورت نمود می‌یابد.
1. کشمکش جسمانی: آن است که دو شخصیت در درگیری خود به زور و نیروی جسمی متوسل شوند، مانند کشمکش داش آکل و کاکارستم در داستان داش آکل نوشتهٔ صادق هدایت.
2. کشمکش ذهنی: آن است که دو شخصیت به‌طور ذهنی با یکدیگر بستیزند، مانند کشمکش ذهنی قیس با مهتاب در سلوک.
3. کشمکش عاطفی:آن است که احساس درونی یا شور و شوقی سودایی یک شخصیت، جدالی پدید آورد. مانند کشمکش راوی بوف کور.
4. کشمکش اخلاقی: آن است که شخصیت با اصول یا یکی از اصول اخلاقی حاکم بر اجتماع سر ستیز داشته باشد، مانند رفتار هما در شوهر آهو خانم.

ممکن است در یک اثر، چند نوع کشمکش یا حتی همهٔ انواع آن موجود باشد.